# Nijegorodski
Nijegorodski (russe : Муниципальное образование Некрасовка) est un district municipal du district administratif sud-est de la municipalité de Moscou.

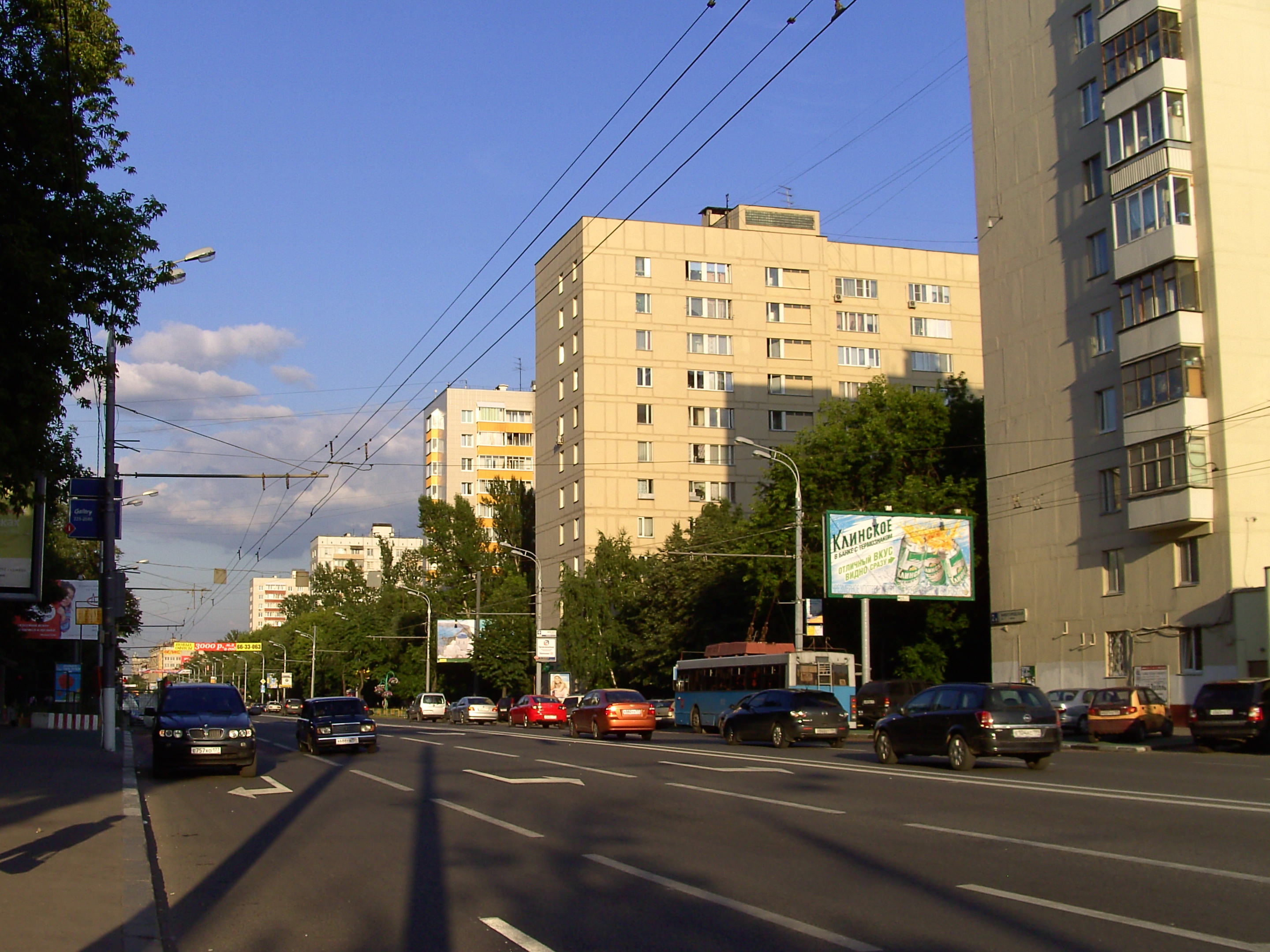
Rue Nijegorodskaïa à Moscou.

## Histoire
Il tire son nom de la rue Nijegorodskaïa (en).
On y trouvait naguère les villages de Cholchovka et Karatcharovo, ainsi que le village de Vieux-Croyants et le cimetière Rogojski.
Une grande partie du district est encore voué à la production industrielle.

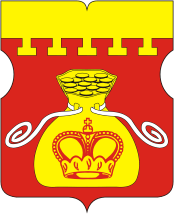
Armes du district.
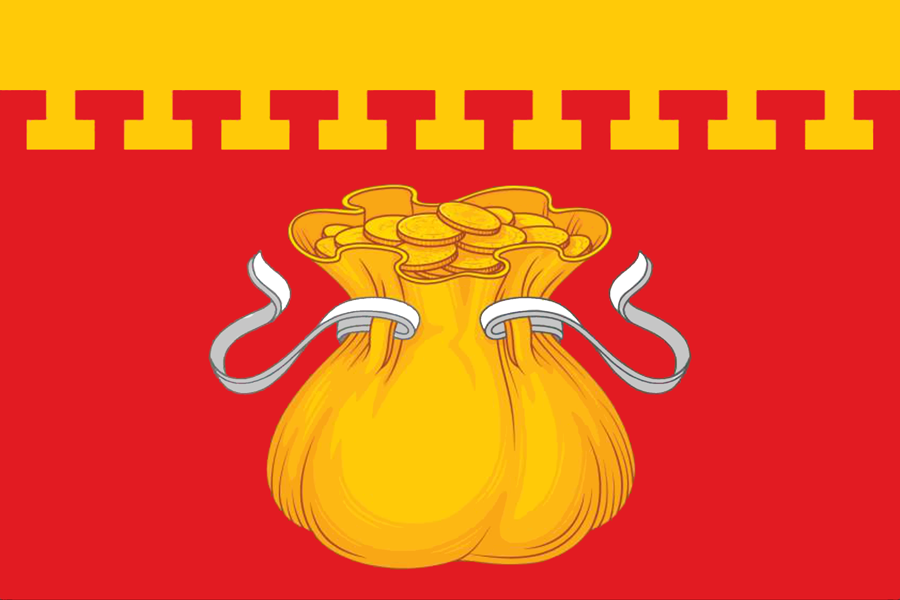
Drapeau du district.